# Broxeele
Broxeele là một xã ở tỉnh Nord trong vùng Hauts-de-France, Pháp.
It is 20 km (12 mi) south of Dunkirk.